# پل آلنبی
پل آلنبی (نام انگلیسی؛ عبری: גשר אלנבי‎ گشر آلنبی)، که در اردن به‌طور رسمی به عنوان پل ملک حسین (عربی: جسر الملک حسین) شناخته می‌شود. جسر الملک حسین) که اعراب فلسطینی آن را پل الکرامه می‌نامند، پلی است که از رود اردن در نزدیکی شهر اریحا می‌گذرد و کرانه باختری را به اردن متصل می‌کند. این پل در حال حاضر تنها نقطه خروج و ورود تعیین شده برای فلسطینیان کرانه باختری است که به خارج از کشور سفر می‌کنند.
۳۸۱ متر (1250 ft) زیر سطح دریا، پایین‌ترین گذرگاه آبی ثابت در جهان است.

## تاریخ
در سال ۱۸۸۵ دولت عثمانی متصرفات اورشلیم پلی در این مکان ساخت.
در سال ۱۹۱۸ ژنرال بریتانیایی ادموند آلنبی پلی بر روی بقایای سلف عثمانی ساخت. اولین بار توسط زلزله ۱۹۲۷ جریکو، زمانی که از هم پاشید و به داخل رودخانه سقوط کرد، ویران شد.
در ۱۶ ژوئن ۱۹۴۶ در عملیات شب پل‌ها توسط پالماخ مجدداً ویران شد و به این ترتیب یکی از ارتباطات زمینی اصلی بین فلسطین تحت قیمومت بریتانیا و ماوراء اردن قطع شد. تخریب بعدی در طول جنگ شش روزه ۱۹۶۷ رخ داد، پس از آن در سال ۱۹۶۸ با یک پل موقت خرپایی جایگزین شد. در سال ۱۹۹۴، پس از معاهده صلح اسرائیل و اردن، یک گذرگاه آسفالته مدرن جدید در مجاورت گذرگاه چوبی قدیمی با کمک دولت ژاپن ساخته شد.

## گذرگاه مرزی پل آلنبی
از زمان پیمان صلح اسرائیل و اردن در سال ۱۹۹۴، ترمینال پل آلنبی توسط سازمان فرودگاه‌های اسرائیل اداره می‌شود. به عنوان گذرگاه مرزی بین کرانه‌های غربی و شرقی رود اردن عمل می‌کند. مقامات اردن پل را به عنوان یک نقطه ورودی مرزی بین‌المللی می‌شناسند، اما برخلاف دیگر گذرگاه‌های مرزی این کشور با اسرائیل، به دارندگان گذرنامه خارجی در این گذرگاه روادید ورود صادر نمی‌کنند، و گذرنامه‌های مسافران خروجی را مهر نمی‌کنند. فلسطینی‌هایی که به خارج از کشور سفر می‌کنند می‌توانند از پل آلنبی برای خروج از کرانه باختری به اردن استفاده کنند و سپس از فرودگاه بین‌المللی ملکه علیا در امان برای پرواز به خارج از کشور استفاده کنند. مجوزهای سفر از سوی مقامات اسرائیلی و اردن، با سختگیری‌های متفاوت بسته به شرایط سیاسی حاکم، مورد نیاز است.
شهروندان اسرائیلی به جز زائران مکه که در حال انجام مراسم حج تمتع و حج عمره هستند، مجاز به استفاده از این گذرگاه نیستند. گردشگرانی که مایل به سفر به اردن هستند، بسته به ملیت خود، ممکن است از قبل ویزای اردن را داشته باشند. گردشگران و ساکنان قدس شرقی ممکن است مستقیماً به یک پایانه اسرائیلی سفر کنند، اگرچه فلسطینیان ساکن کرانه باختری باید روند خروج را از پایانه مرزی ویژه فلسطین در شهر اریحا آغاز کنند.

طرف اردنی پل دارای شعبه ای از بانک اردن برای مبادله ارز است.

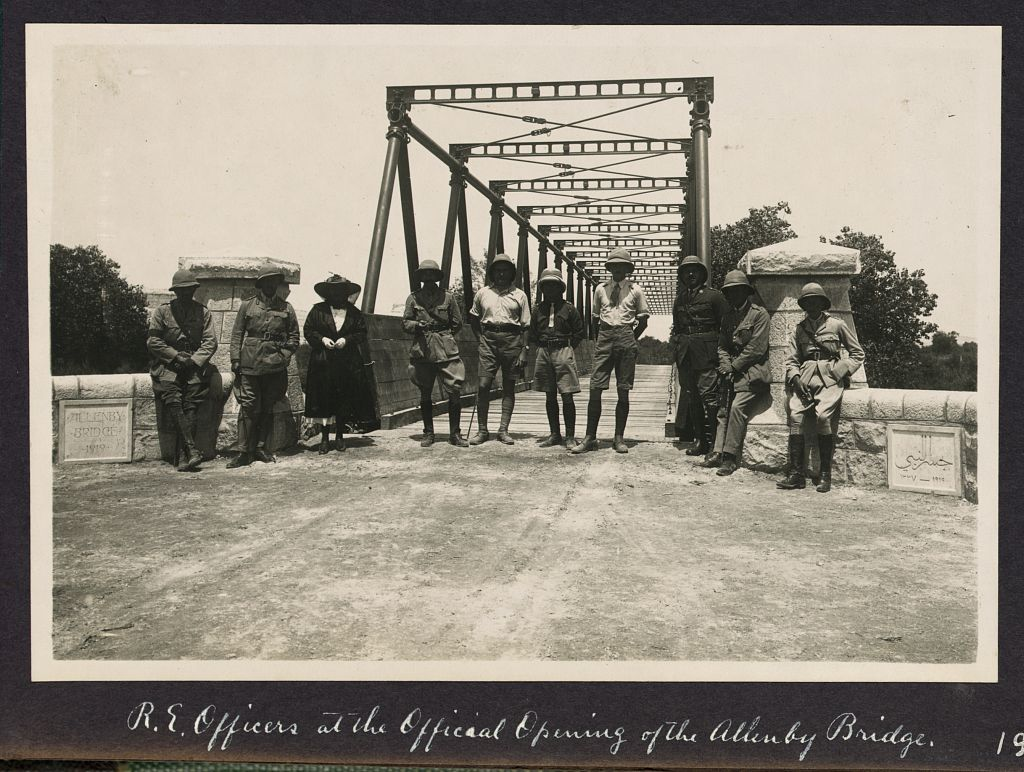
افتتاح پل اصلی آلنبی در سال ۱۹۱۸
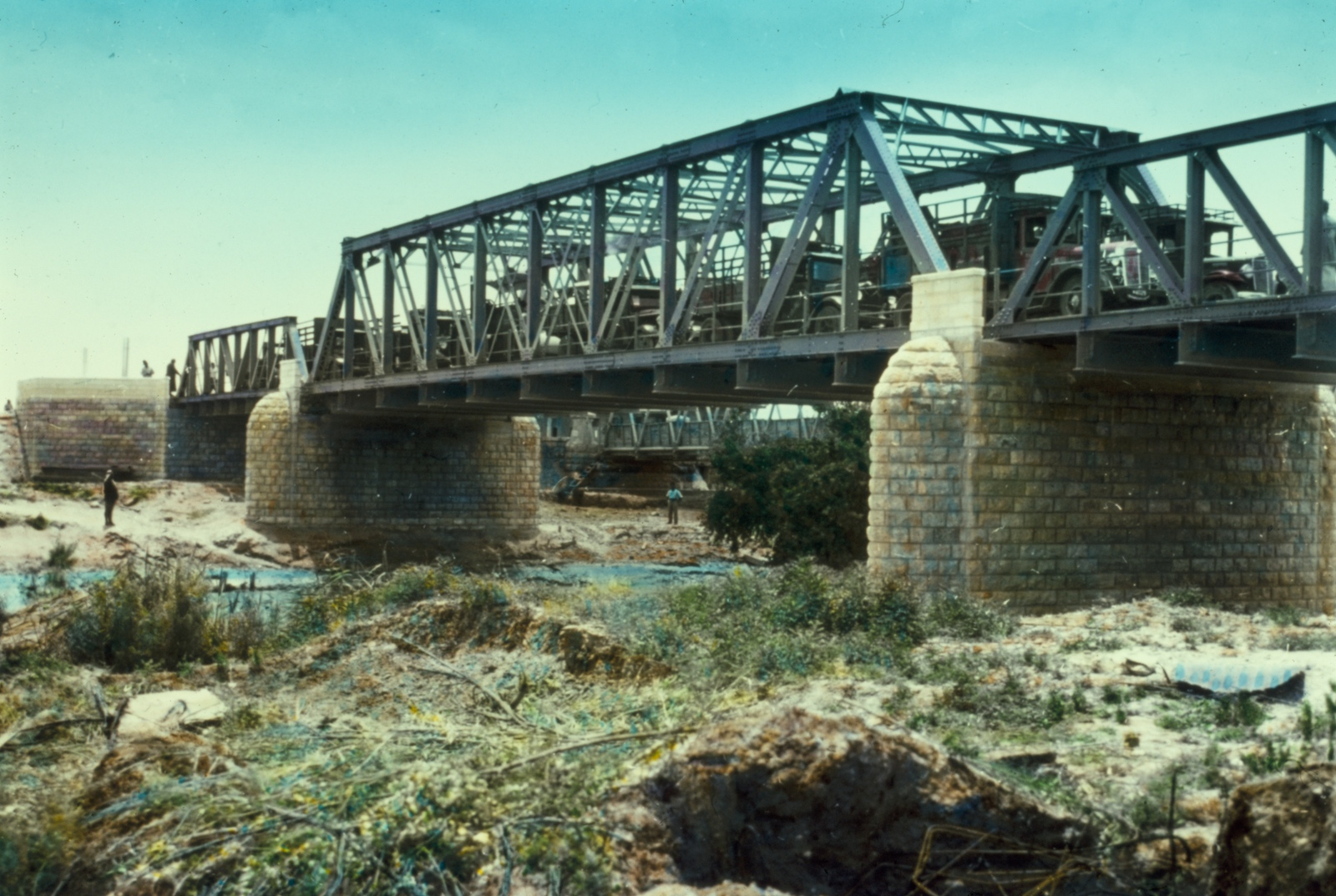
پل بزرگ‌تری که در دهه ۱۹۳۰ در کنار پل اصلی که در پشت آن قابل مشاهده است ساخته شد
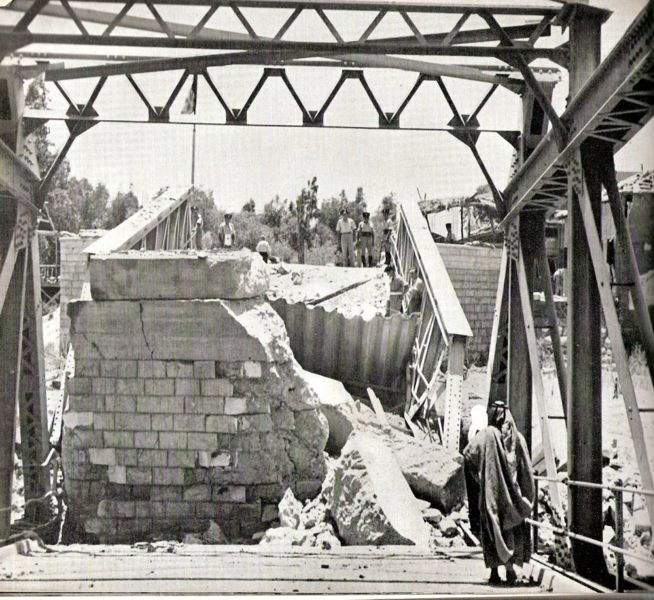
پل آلنبی ( ملک حسین ) پس از انفجار توسط پالماخ در سال ۱۹۴۶
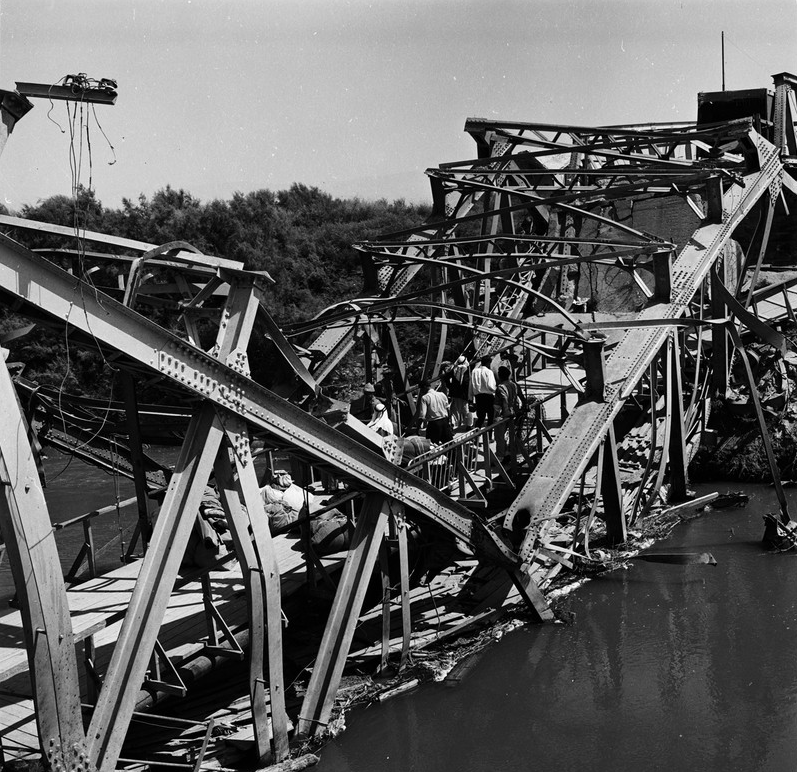
این پل پس از تخریب توسط اسرائیل در طول جنگ شش روزه ۱۹۶۷
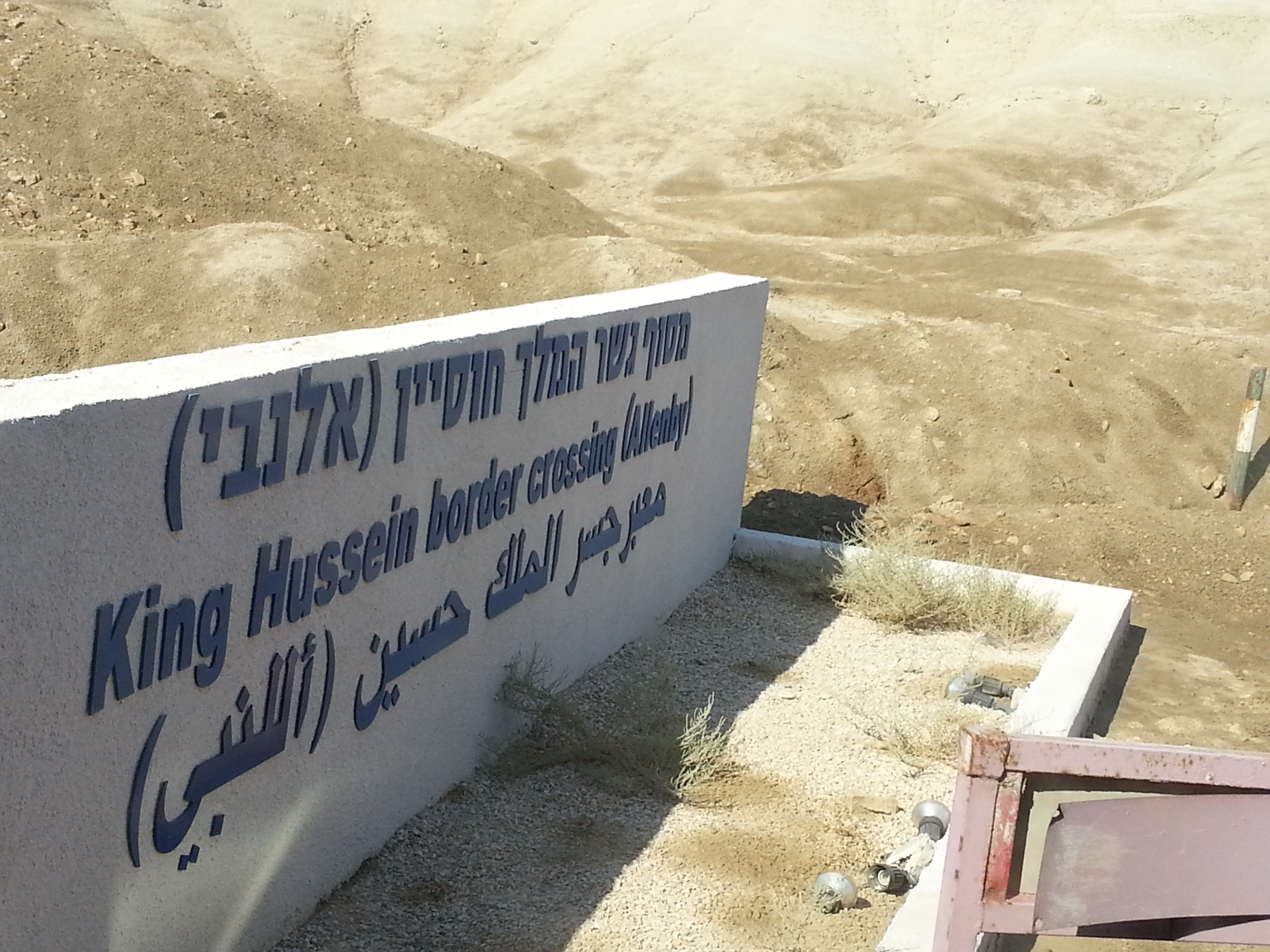
کتیبه پل ملک حسین (انتهای غربی)، ۱۳۹۲

## در هنر
گذرگاه آلنبی محل آهنگی است که در سال ۱۹۷۱ توسط نوریت هیرش، گشر بیلی (پل بیلی - اشاره به پل خرپایی موقت) که توسط یوهورام گاون خوانده شده‌است.